# Пратабгарх (княжество)

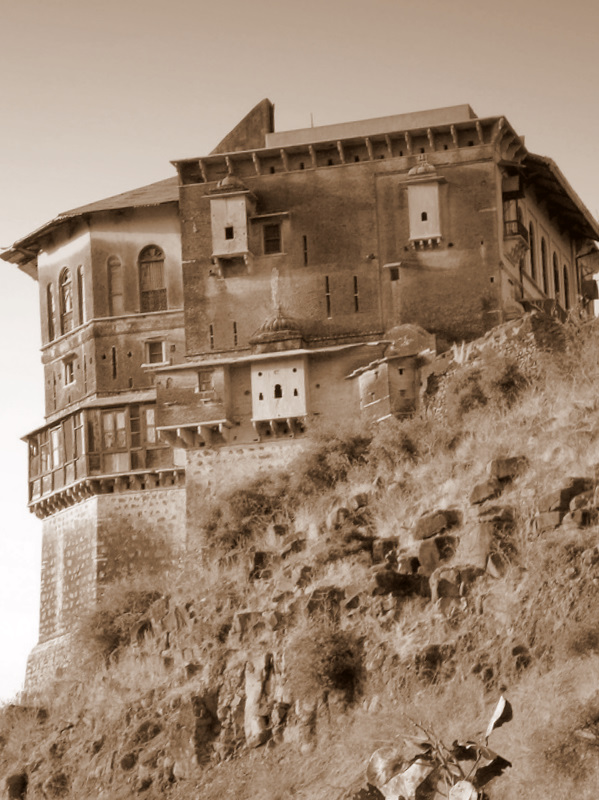
Вид на старый дворец в Пратапгархе

Княжество Пратапгарх, также известно как Партабгарх — туземное княжество Британской Индии. Княжество было основано в 1425 году как княжество Кантхал, а позже переименован в честь своей столицы, расположенной в Пратапгархе, современный штат Раджастхан.
Пратапгарх был княжеским государством с салютом из 15 пушек. Его последний правитель подписал соглашение о присоединении к Индийскому Союзу 7 апреля 1949 года.

## История
Махарана Кумбха правил Читторгархом в 14 веке. Из-за спора с младшим братом Кхем Караном он изгнал его со своей территории. Семья Кхем Карана некоторое время проживала в изгнании в горах Аравали в южной части Раджастана. В 1425 году было основано государство Кантхал. В 1514 году Раджкумар Сурадж Мал стал правителем Девгарха, и этот раджа позднее стал известен как Пратапгарх Радж. Поскольку Девгарх не было признан подходящим правящей семьей, один из потомков Раджи Сураджа Мала Раджкумар Пратап Сингх начал строить новый город близ Девгарха в 1698 году и назвал его Пратапгарх.
Княжество Пратапгарх получило от британской колониальной администрации право на 15-й пушечный салют.

## Правители

### Раваты и махараваты
- 1433—1473: Кхем Каран Сингх (? — 1473), второй сын махараджи Мокула Сингхджи (Мокулджи), махараны Читтора.
- 1473—1531: Сурадж Мал Сахиб (? — 1531), второй сын предыдущего
- 1531—1534: Баг Сингх Сахиб (? — 1534), старший сын предыдущего
- 1534—1553: Рай Сингх Сахиб (? — 1553), старший сын предыдущег
- 1553—1564: Бикрам Сингх (? — 18 августа 1564), старший сын предыдущего
- 1564—1594: Тедж Сингх (? — 1594), старший сын предыдущего
- 1594—1604: Бхана Сингх (? — 1604), старший сын предыдущего
- 1604—1627: Сендха Сингх (? — 8 апреля 1627), младший брат предыдущего
- 1627—1634: Джвасвант Сингх (? — 1634), старший сын предыдущего
- 1634—1674: Хари Сингх (? — 1674), второй сын предыдущего
- 1674—1708: Партаб Сингх (? — 30 ноября 1708), старший сын предыдущего
- 1708—1717: Притхви Сингх (? — 1717), старший сын предыдущего
- 1717—1718: Санграм Сингх (? — 1718), внук предыдущего
- 1718—1723: Умед Сингх (? — 1723), второй сын предыдущего
- 1723—1758: Гопал Сингх (? — 1758), пятый сын Притхви Сингха
- 1758—1775: Салим Сингх (? — 26 октября 1775), второй сын предыдущего
- 1775—1844: Савант Сингх (5 октября 1767 — 5 января 1844), старший сын предыдущего
- 1844—1864: Далпат Сингх (26 ноября 1808 — 30 марта 1864), внук предыдущего
- 1864—1890: Удай Сингх (28 июня 1848 — 15 февраля 1890), сын предыдущего
- 1890—1929: Рагхунат Сингх (26 декабря 1856 — 18 января 1929), приёмный сын предыдущего
- 1929—1947: Рам Сингх (12 апреля 1908 — 9 января 1949), единственный сын предыдущего[2].

## Титулярные правители
- 15 августа 1947 — 9 января 1949: Рам Сингх (12 апреля 1908 — 9 января 1949), последний правящий махарават Пратапгарха (1929—1947).
- 9 января 1949 — 29 ноября 2017: Амбика Пратап Сингх (17 марта 1940 — 29 ноября 2017), старший из оставшихся в живых сыновей предыдущего
- 29 ноября 2017 — настоящее время: Джай Пратап Сингх (род. 13 февраля 1961), сын предыдущего.

Вероятным наследником титула является Бхуванью Сингх (род. 15 февраля 1988), единственный сын предыдущего.